# یونا دوفورنه
یونا دوفورنه (به انگلیسی: Youna Dufournet) ژیمناست زادهٔ ۱۹ اکتبر ۱۹۹۳ میلادی اهل کشور فرانسه است.